# Munchi's Ford World Rally Team
Munchi's Ford World Rally Team est une équipe argentine privée qui a disputé le WRC entre 2007 et 2011.

### Saison 2007

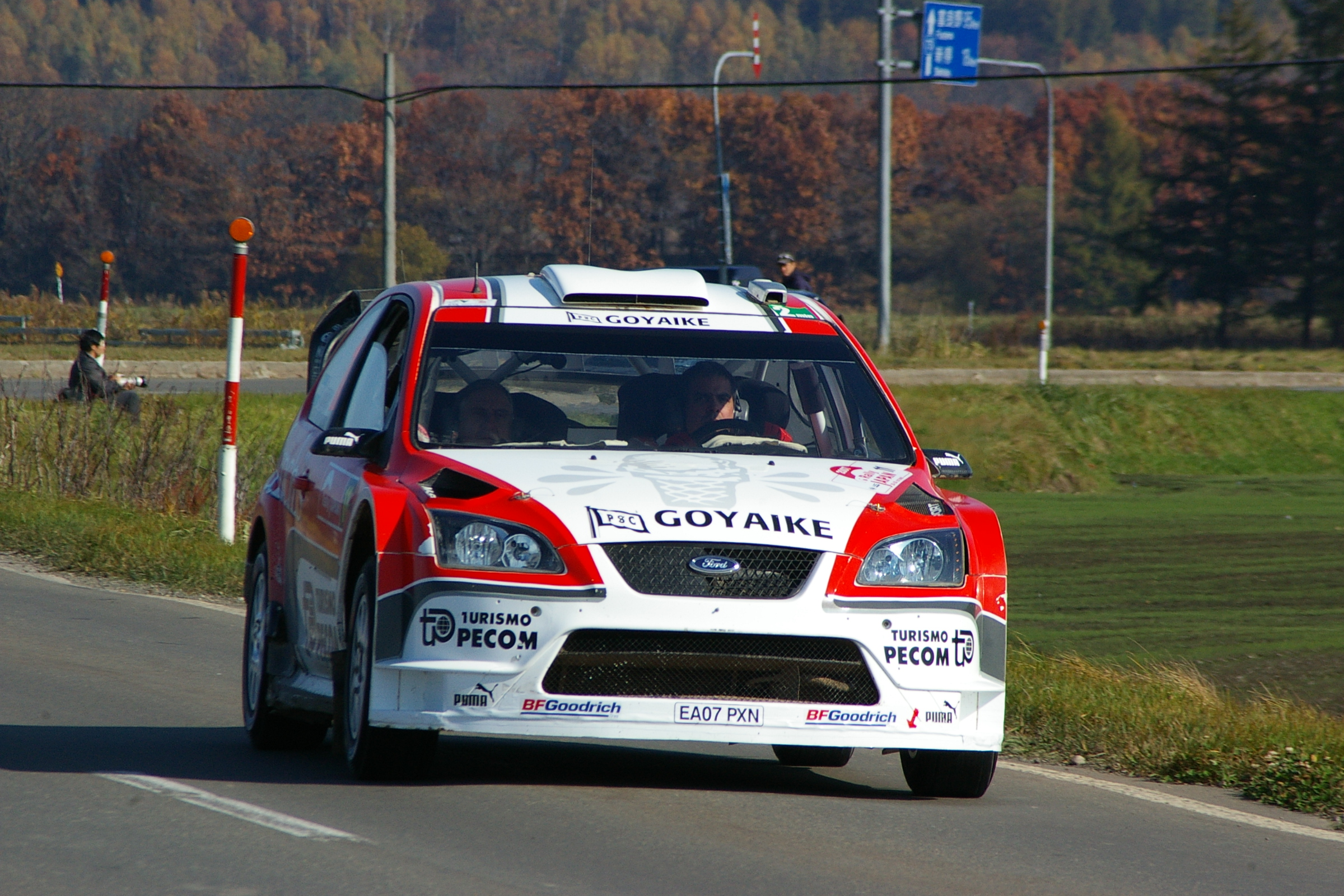
Rallye du Japon 2007